# مولي بيي
مولي بيي (بالإنجليزية: Molly Bee)‏ هي مغنية وكاتبة غنائية أمريكية، ولدت في 18 أغسطس 1939 في أوكلاهوما سيتي في الولايات المتحدة، وتوفيت في 7 فبراير 2009 في أوسيانسيدي في الولايات المتحدة بسبب سكتة.

## وصلات خارجية
- مولي بيي على موقع IMDb (الإنجليزية)
- مولي بيي على موقع ميوزك برينز (الإنجليزية)
- مولي بيي على موقع أول ميوزيك (الإنجليزية)
- مولي بيي على موقع ديسكوغز (الإنجليزية)
- مولي بيي على موقع قاعدة بيانات الفيلم (الإنجليزية)